# U-21-Fußball-Afrikameisterschaft 2001/Qualifikation
Die Qualifikation zur U-21-Fußball-Afrikameisterschaft 2001 wurde ausgetragen, um die sieben Endrundenteilnehmer neben Gastgeber Äthiopien zu ermitteln. Die Spiele fanden zwischen dem 12. Mai und 5. November 2000 statt.

## Modus
Die gemeldeten Mannschaften ermittelten in drei Qualifikationsrunden im K.-o.-System mit Hin- und Rückspielen die sieben Endrundenteilnehmer. Bei Torgleichheit entschied die Auswärtstorregel über das Weiterkommen. Herrschte hier ebenso Gleichstand, wurde ohne vorherige Verlängerung ein Elfmeterschießen durchgeführt.

## Vorrunde
Die Hinspiele wurden zwischen dem 12. und 14. Mai, die Rückspiele zwischen dem 26. und 28. Mai 2000 ausgetragen.
|           | Gesamt    |                             | Hinspiel | Rückspiel |
| --------- | --------- | --------------------------- | -------- | --------- |
| Gabun     | (a)2:2(a) | Äquatorialguinea            | 2:1      | 0:1       |
| Gambia    | :         | Guinea-Bissau zurückgezogen | :        | :         |
| Botswana  | 1:3       | Swasiland                   | 1:2      | 0:1       |
| Tansania  | 4:0       | Namibia                     | 2:0      | 2:0       |
| Mauritius | 6:3       | Lesotho                     | 4:1      | 2:2       |
| Réunion   | 1:2       | Madagaskar                  | 1:0      | 0:2       |
| Somalia   | 1:2       | Uganda                      | 1:2      | :         |
| Kenia     | :         | Eritrea zurückgezogen       | :        | :         |

Zwischen Somalia und Uganda wurde nur ein Spiel ausgetragen. Die übrigen Mannschaften hatten spielfrei.

## Erste Runde
Die Hinspiele wurden zwischen dem 11. und 13. August, die Rückspiele zwischen dem 25. und 27. August 2000 ausgetragen.
|                              | Gesamt          |              | Hinspiel | Rückspiel |
| ---------------------------- | --------------- | ------------ | -------- | --------- |
| Sierra Leone zurückgezogen   | :               | Ghana        | :        | :         |
| Algerien                     | 2:1             | Libyen       | 1:0      | 1:1       |
| Äquatorialguinea             | 0:7             | Mali         | 0:1      | 0:6       |
| Elfenbeinküste               | 2:2 (2:4 i. E.) | Tunesien     | 1:1      | 1:1       |
| Republik Kongo zurückgezogen | :               | Kamerun      | :        | :         |
| Gambia                       | (a)2:2(a)       | Senegal      | 0:1      | 2:1       |
| Swasiland                    | 3:7             | Angola       | 2:1      | 1:6       |
| Marokko                      | 1:2             | Burkina Faso | 1:0      | 0:2       |
| Sudan                        | 3:6             | Nigeria      | 1:2      | 2:4       |
| Tansania                     | 2:4             | Mosambik     | 0:0      | 2:4       |
| Mauritius                    | 1:5             | Südafrika    | 0:3      | 1:2       |
| Madagaskar                   | 3:5             | Malawi       | 1:2      | 2:3       |
| Uganda                       | 2:3             | Sambia       | 2:3      | 0:0       |
| Kenia                        | 0:1             | Ägypten      | 0:0      | 0:1       |

## Zweite Runde
Die Hinspiele wurden zwischen dem 20. und 22. Oktober, die Rückspiele zwischen dem 3. und 5. November 2000 ausgetragen.
|           | Gesamt          |              | Hinspiel | Rückspiel |
| --------- | --------------- | ------------ | -------- | --------- |
| Ghana     | 3:2             | Algerien     | 1:0      | 2:2       |
| Mali      | 3:2             | Tunesien     | 2:0      | 1:2       |
| Kamerun   | 2:1             | Gambia       | 1:0      | 1:1       |
| Angola    | 2:0             | Burkina Faso | 2:0      | 0:0       |
| Nigeria   | 5:1             | Mosambik     | 3:1      | 2:0       |
| Südafrika | 7:5             | Malawi       | 3:3      | 4:2       |
| Sambia    | 0:0 (1:3 i. E.) | Ägypten      | 0:0      | 0:0       |

## Ergebnis
Ghana, Mali, Kamerun, Angola, Nigeria, Südafrika und Ägypten qualifizierten sich für die Endrunde.